# Regional Preferente de La Rioja 2018-19
La temporada 2018-19 de Regional Preferente de La Rioja de fútbol comenzó el 27 de octubre de 2018 y acabó el 26 de mayo de 2019. Durante esta campaña era el quinto y último nivel de las Ligas de fútbol de España para los clubes de La Rioja, por debajo de la Tercera División de España.

## Sistema de competición
Un único grupo con los 13 equipos se enfrentarían a doble vuelta, una vez en casa y otra en el campo del equipo rival, todos contra todos.
Los equipos que se clasificaran en los tres primeros puestos ascenderían directamente a Tercera División, exceptuando filiales que ya dispongan de un equipo en la categoría inmediatamente superior. Si hubiera alguna vacante más en el grupo XVI de Tercera División ascenderían los siguientes clasificados.

## Clasificación[1]
| Pos. | Equipo                     | Pts. | PJ | G  | E | P  | GF | GC | Dif. |                           |
| ---- | -------------------------- | ---- | -- | -- | - | -- | -- | -- | ---- | ------------------------- |
| 1    | C. D. Calahorra "B" (A, C) | 54   | 24 | 17 | 3 | 4  | 56 | 17 | +39  | Ascenso directo a Tercera |
| 2    | Comillas C. F. (A)         | 51   | 24 | 15 | 6 | 3  | 47 | 26 | +21  | Ascenso directo a Tercera |
| 3    | Casalarreina C. F. (A)     | 50   | 24 | 16 | 2 | 6  | 49 | 19 | +30  | Ascenso directo a Tercera |
| 4    | C. D. Villegas (A)         | 48   | 24 | 15 | 3 | 6  | 40 | 23 | +17  | Ascenso directo a Tercera |
| 5    | C. D. Tedeón               | 44   | 24 | 13 | 5 | 6  | 47 | 25 | +22  |                           |
| 6    | C. D. Cenicero             | 40   | 24 | 11 | 7 | 6  | 37 | 23 | +14  |                           |
| 7    | Racing Rioja C. F.         | 35   | 24 | 11 | 2 | 11 | 47 | 37 | +10  |                           |
| 8    | C. D. San Marcial          | 27   | 24 | 8  | 3 | 13 | 29 | 46 | −17  |                           |
| 9    | C. D. Bañuelos             | 24   | 24 | 7  | 3 | 14 | 36 | 46 | −10  |                           |
| 10   | Haro Sport Club            | 22   | 24 | 6  | 4 | 14 | 44 | 62 | −18  |                           |
| 11   | C. D. Aldeano              | 21   | 24 | 6  | 3 | 15 | 30 | 57 | −27  |                           |
| 12   | C. D. Alfaro "B"           | 21   | 24 | 6  | 3 | 15 | 27 | 55 | −28  |                           |
| 13   | C. D. San Lorenzo          | 8    | 24 | 2  | 2 | 20 | 20 | 73 | −53  |                           |

 Fuente: Federación Riojana de Fútbol

### Tabla de resultados cruzados
| Local \ Visitante   | CAL | COM | CAS | VIL | TED | CEN | RAC | SMA | BAN | HAR | ALD | ALF | SAN |
| ------------------- | --- | --- | --- | --- | --- | --- | --- | --- | --- | --- | --- | --- | --- |
| C. D. Calahorra "B" | —   | 1–1 | 1–0 | 2–0 | 2–0 | 1–1 | 3–1 | 3–0 | 3–0 | 5–0 | 5–1 | 3–1 | 6–0 |
| Comillas C. F.      | 0–4 | —   | 1–2 | 3–0 | 0–4 | 0–0 | 2–0 | 1–0 | 4–1 | 1–0 | 2–2 | 2–0 | 3–2 |
| Casalarreina C. F.  | 0–1 | 0–2 | —   | 3–0 | 4–2 | 1–2 | 3–0 | 2–1 | 4–2 | 3–1 | 3–1 | 7–0 | 3–0 |
| C. D. Villegas      | 2–0 | 2–2 | 1–0 | —   | 2–1 | 2–0 | 0–2 | 0–1 | 0–1 | 4–3 | 2–0 | 5–0 | 4–1 |
| C. D. Tedeón        | 1–0 | 1–1 | 0–0 | 0–1 | —   | 0–0 | 0–3 | 4–2 | 3–2 | 1–1 | 4–0 | 6–0 | 3–1 |
| C. D. Cenicero      | 0–2 | 1–2 | 2–1 | 0–1 | 0–0 | —   | 0–0 | 0–0 | 1–1 | 6–4 | 3–0 | 1–2 | 1–0 |
| Racing Rioja C. F.  | 2–0 | 1–2 | 0–1 | 0–2 | 1–2 | 0–3 | —   | 2–0 | 4–1 | 5–1 | 2–3 | 5–3 | 6–1 |
| C. D. San Marcial   | 1–1 | 0–5 | 0–1 | 1–1 | 1–3 | 1–3 | 1–2 | —   | 3–1 | 1–5 | 3–2 | 2–1 | 2–1 |
| C. D. Bañuelos      | 1–2 | 1–2 | 1–2 | 1–1 | 2–1 | 1–3 | 1–4 | 2–0 | —   | 2–3 | 2–1 | 1–2 | 3–0 |
| Haro S. C.          | 1–3 | 3–3 | 0–1 | 1–2 | 1–3 | 4–1 | 5–2 | 1–4 | 2–1 | —   | 1–3 | 1–1 | 2–0 |
| C. D. Aldeano       | 0–2 | 1–3 | 0–6 | 0–4 | 1–2 | 0–3 | 2–1 | 4–0 | 1–1 | 2–2 | —   | 0–2 | 2–1 |
| C. D. Alfaro "B"    | 3–1 | 0–2 | 0–0 | 0–1 | 0–4 | 0–1 | 1–4 | 1–2 | 0–1 | 4–1 | 0–2 | —   | 2–2 |
| C. D. San Lorenzo   | 1–5 | 0–3 | 1–2 | 1–3 | 0–2 | 0–5 | 0–0 | 0–3 | 0–6 | 4–1 | 3–2 | 1–4 | —   |

## Datos y Estadísticas

### Récords
| Récords de equipos       | Récords de equipos | Récords de equipos               | Récords de equipos | Récords de equipos           | Récords de equipos | Récords de equipos           | Récords de equipos | Récords de equipos |
| Grupo                    | Fecha              | Equipo/s                         | Local              |                              | Resultado          |                              | Visitante          | Rep.               |
| ------------------------ | ------------------ | -------------------------------- | ------------------ | ---------------------------- | ------------------ | ---------------------------- | ------------------ | ------------------ |
| Más goles en un partido  | 04-11-2018         | C. D. Cenicero y Haro S. C. (10) | C. D. Cenicero     | Bandera de La Rioja (España) | 6 – 4              | Bandera de La Rioja (España) | Haro S. C.         | Jornada 2          |
| Mayor victoria local     | 19-05-2019         | Casalarreina C. F. (+7)          | Casalarreina C. F. | Bandera de La Rioja (España) | 7 – 0              | Bandera de La Rioja (España) | C. D. Alfaro "B"   | Jornada 25         |
| Mayor victoria visitante | 25-11-2018         | Casalarreina C. F. (+6)          | C. D. Aldeano      | Bandera de La Rioja (España) | 0 – 6              | Bandera de La Rioja (España) | Casalarreina C. F. | Jornada 5          |
| Mayor victoria visitante | 19-05-2019         | C. D. Bañuelos (+6)              | C. D. San Lorenzo  | Bandera de La Rioja (España) | 0 – 6              | Bandera de La Rioja (España) | C. D. Bañuelos     | Jornada 25         |

Fuente: Fútbol Regional.